# Mohamed Taan
 (septembre 2023).
Mohamed Taan (en arabe محمد طعان) est un écrivain libanais de langue française, né à Tyr (Sud-Liban) en 1948. Il est aussi chirurgien de profession.

## Biographie
Né au Liban, Mohamed Taan effectue son premier voyage à six ans et se rend alors en Côte d'Ivoire. Il y rejoint sa famille  et, une fois son cycle primaire terminé, retourne au Liban pour ses études secondaires. A l'obtention de son baccalauréat (obtenu à l’âge de quinze ans), il poursuit des études de médecine et de chirurgie à l’Université Paul-Sabatier de Toulouse et devient chirurgien pour le ministère de la Santé Publique au Maroc et vit dans la ville de Casablanca pendant cinq ans.
Il rentre au Liban en 1984 avec le souhait d’ouvrir un hôpital dans sa région d’origine. Cependant, la guerre civile qui y fait rage depuis neuf ans ne le lui permet pas. Il soigne des blessés de guerre et est témoin d’atrocités.
En 1987, il part s’installer au Nigeria et ouvre une clinique à Lagos.
Il vit depuis plus de trente ans entre le Liban, le Nigeria et la France.

## Débuts de romancier
Passionné de cinéma, il écrit des scénarios en dilettante. En 1993, il en présente un au réalisateur et scénariste Nouri Bouzid qui lui conseille de le transformer en roman : 
« Au départ de ce livre était un scénario intitulé Le Père, le Fils et la Légion que j'ai proposé à Nouri Bouzid (...). En réécrivant totalement ce scénario, j'en ai tiré un roman ». 
N’ayant jamais poursuivi d’ambition littéraire, il lui faudra 3 ans pour franchir le pas et se lancer dans une carrière de romancier. Il adapte son scénario en trois mois, et est publié l’année suivante. Arachide sort en 1997 aux éditions Présence africaine.
Mohamed Taan a publié dix romans, tous traduits en arabe et en persan, et certains en anglais, allemand, turc, haoussa ou swahili. 
Son dernier roman, C'est la faute à Flaubert, est disponible en français et en arabe. Dans ce livre, Mohamed Taan, dévoile l'homosexualité de l'écrivain français. Ce roman a été en lice pour la première sélection du prix du roman gay 2019.    

## Visites d'écoles
Mohamed Taan rencontre régulièrement les élèves et échange avec eux des thèmes abordés dans ses ouvrages.
Il a ainsi rencontré les élèves des écoles suivantes:
Lycée Celestin Freinet (Saida)
Collège Protestant français (Beyrouth)
Collège de la Sagesse (Jdeideh)
Collège des Sœurs des Saints Cœur (Damour)
Lycée Français International Elite (Beyrouth)
College Cadmous (Tyr)
Collège des Saints Cœurs (Ain Najm)
College de la Sagesse Saint Elie (Clemenceau)
Collège Saint-Charbel (Jieh)
Lycée français du Caire

## Rencontre avec les autorités religieuses
Monseigneur Paul Abdel Sater, archevêque maronite de Beyrouth (Liban). 
Monseigneur Charbel Youssef Abdallah, archevêque maronite de Tyr. 
Archevêque Maroun Ammar, archevêque de Saida. 
Nonce apostolique, représentant le Saint Siège au Liban.

## Participation culturelle
Salon du livre arabe - Beyrouth (2022)
Itinéraire littéraire - Beyrouth (2022)

## Étude critique
De nombreux articles et étude critique traitant des romans de Mohamed Taan ont été publiés.

## Œuvres
- Arachide, Présence africaine, 1997, présélectionné pour les prix Méditerranée et France-Liban
- Nostalgie, FMA, 1999
- L'Été du chirurgien, L’Harmattan, Collection écritures arabe, 2001
- Khawaja, L’Harmattan, collection Lettres du monde arabe, 2002
- Bahmane, L’Harmattan, collection Lettres du monde arabe, 2004[6]
- Le Sayyed de Bagdad, L’Arganier, 2006
- Les Réfugiés de Peshawar, L’Harmattan, 2019
- Le Pèlerin de Oujda, Atelier Oser Dire, 2014
- C’est la faute à Flaubert, éditions Saint Honoré , fiction historique, 2019[7]

## Inspiration
L'œuvre de Mohamed Taan est émaillée de ses expériences personnelles en tant que chirurgien ayant vécu entre le Moyen-Orient, l'Europe et l'Afrique. On retrouve ces différentes régions du monde à travers ses romans souvent inspirés par des faits historiques. 
Les romans Nostalgie, L'Été du chirurgien et Khawaja ont pour toile de fond la Guerre civile libanaise dans les années 1980, alors qu'avec Le Sayyed de Bagdad, Taan nous livre un point de vue arabe sur la guerre d'Irak menée par les États-Unis en 2003.